# Santi Nicita
Santi Nicita (Furci Siculo, 4 agosto 1929 – Siracusa, 4 gennaio 2014) è stato un politico italiano, presidente della Regione Siciliana dal 1983 al 1984.

## Biografia
Laureato in scienze agrarie, funzionario della Regione, Nicita è stato consigliere e assessore comunale di Siracusa. Nel 1971 Nicita viene eletto deputato all'Assemblea Regionale Siciliana nella lista DC nel collegio di Siracusa. Rieletto nel 1976, è eletto assessore allo Sviluppo Economico e successivamente alla Presidenza fino al 1979. Confermato nella IX legislatura, nel 1982 diviene assessore al Bilancio.
Il 19 ottobre 1983 Nicita viene eletto presidente del 39º governo della Regione. Resta in carica come Presidente della Regione fino al 21 marzo 1984, quando si dimette a seguito di un avviso di garanzia legato allo "scandalo ISAB" per il quale verrà rinviato a giudizio, condannato in primo grado, e prosciolto in appello ed in Cassazione.
Tra le principali attività legislative regionali, vi è stata la promozione di un provvedimento approvato dall'Ars e conosciuto come "Legge speciale per l'Isola di Ortigia.
Nel 1986 non si ricandida all'Ars, ma nel 1990 è il primo degli eletti nella lista DC alla Provincia di Siracusa, e aderisce alla corrente della "sinistra DC". Nel 1991 torna all'Assemblea Regionale Siciliana, nelle liste del PSDI come indipendente e si dimette nel 1994. Nel 1996 non si presenta alle regionali. Dopo lo scioglimento della DC, Nicita aderisce a vari movimenti di ispirazione popolare-cristiana (Cristiano Sociali, Rinnovamento Italiano, Nuova DC, Udeur), per poi aderire al Partito Democratico.
Dal 2000 al 2005 è presidente dell'ASI di Siracusa.
Alle elezioni politiche del 2006 si è candidato alla Camera con l'UDEUR: capolista nella circoscrizione Sicilia 2, la lista ha ottenuto l'1,4% dei voti e non è stato eletto.
Scrisse nel 2005 la biografia Sul filo dei ricordi nel quale Salvatore Adorno e Ivan Lo Bello hanno scritto prefazione e postfazione.
Era padre di Antonio Nicita, senatore del Partito Democratico dal 2022, e zio dell'ex-deputata di Forza Italia Stefania Prestigiacomo.